# Benito Gennaro Franceschetti
Benito Gennaro Franceschetti (* 14. Juni 1935 in Provaglio d’Iseo, Provinz Brescia, Italien; † 4. Februar 2005) war Erzbischof von Fermo. 

## Leben
Benito Gennaro Franceschetti empfing am 17. April 1960 die Priesterweihe. Papst Johannes Paul II. verlieh ihm am 5. Februar 1980 den Titel Ehrenprälat Seiner Heiligkeit und ernannte ihn am 18. Juni 1997 zum Erzbischof von Fermo. Der Erzbischof von Brescia, Bruno Foresti, spendete ihm am 31. August desselben Jahres die Bischofsweihe; Mitkonsekratoren waren Cleto Bellucci, emeritierter Erzbischof von Fermo, und Vigilio Mario Olmi, Weihbischof in Brescia. 
Im Alter von 69 Jahren starb er am 4. Februar 2005.